# Sapian
Sapian hay Sapi-an là một đô thị hạng 4 ở tỉnh Capiz, Philippines. Dân số năm 2007 là 23.552 người

## Các đơn vị hành chính
Sapian được chia thành 10 barangay.
- Agsilab
- Agtatacay Norte
- Agtatacay Sur
- Bilao
- Damayan
- Dapdapan
- Lonoy
- Majanlud
- Maninang
- Poblacion